# Aerocivil

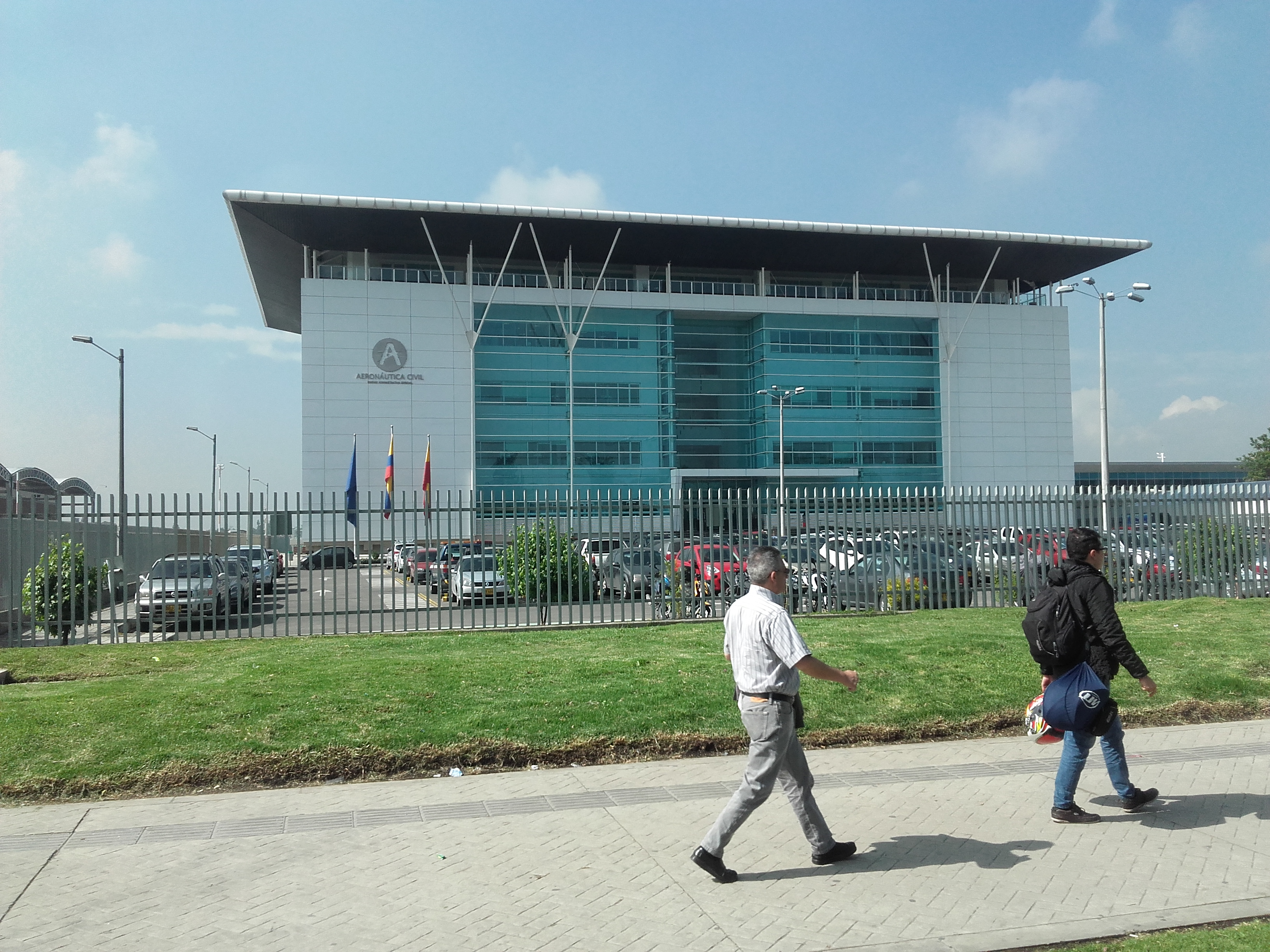
Sitz der Aerocivil in Bogotá am Flughafen El Dorado

Die Unidad Administrativa Especial de Aeronáutica Civil (UAEAC, deutsch Sonderverwaltungseinheit der Zivilluftfahrt, Kurzform Aerocivil) ist die nationale Luftfahrtbehörde Kolumbiens. Sie agiert unter der Leitung des Verkehrsministeriums und hat ihren Sitz am Flughafen El Dorado in Bogotá.
Aerocivil regelt die sichere Navigation im Luftraum des Landes sowie die Verwaltung der Luftfahrt- und Flughafeninfrastrukturen. Aerocivil verwaltet auch den zivilen Luftraum und überwacht die Sicherheit der Luft- und Raumfahrt. Aerocivil strebt die ordnungsgemäße Abwicklung der Zivilluftfahrt in Kolumbien, der Luftfahrtindustrie und die sichere Nutzung seines Luftraums an und erleichtert somit den verschiedenen Verkehrsträgern, die Wettbewerbsfähigkeit des Landes zu erhöhen.
Aerocivil ist eine führende Behörde in Südamerika, was die Verbesserung der Genauigkeit der Wettervorhersagen und des Nowcasting für die Flugsicherheit betrifft.